# Нижняя Мельница (Кировская область)
Нижняя Мельница — деревня в Котельничском районе Кировской области в составе Спасского сельского поселения.

## География
Располагается на расстоянии менее 1 км на юг от центра поселения села Спасское.

## История
Известна с 1719 года как починок над речкой Спасской, в 1802 году учтено 16 душ мужского пола. В 1873 году здесь (починок подле речку Спасскую или Нижняя Мельница) было отмечено дворов 9 и жителей 96, в 1905 19 и 136, в 1926 (уже деревня Нижняя Спасская Мельница) 23 и 114, в 1950 14 и 62, в 1989 проживало 138 человек. Нынешнее название утвердилось с 1939 года.

## Население
Постоянное население  составляло 94 человека (русские 98%) в 2002 году, 44 в 2010.